# Johann Joachim Becher
Johann Joachim Becher (ur. 6 maja 1635 r. w Spirze, zm. w październiku 1682 w Londynie) – niemiecki alchemik uważany za prekursora teorii flogistonowej, chemik eksperymentator, lekarz związany z uniwersytetem w Moguncji. Był również jednym z pierwszych przedstawicieli kameralizmu w ekonomii.

## Życie
Był synem luterańskiego pastora. Ponieważ ojciec wcześnie zmarł, Johann mając zaledwie 13 lat musiał zatroszczyć się o matkę i dwójkę młodszego rodzeństwa. Zarabiał pracując jako pomocnik w rzemiośle, dawał też lekcje, natomiast w wolnych chwilach, głównie nocami, sam się dokształcał. Opanował medycynę, chemię, fizykę a także podstawy administracji państwowej. W 1654 r., w wieku dziewiętnastu lat, opublikował pracę o minerałach Tractatus de lapide trismegisto. Przeszedł na katolicyzm i 1657 r. zdobył doktorat uniwersytetu w Moguncji. Został tam profesorem, a wkrótce też osobistym lekarzem i doradcą gospodarczym elektora, księcia Friedricha Casimira heskiego (Hanau). Jako doradca przygotował projekt założenia kolonii heskiej między Orinoko a Amazonką (mniej więcej terytorium dzisiejszej Gujany Francuskiej). Umowę z niderlandzką spółką podpisano w 1669 r., ale do realizacji nie doszło. Hesja nie miała ani tyle środków, ani tylu ludzi, aby skutecznie skolonizować i cywilizować obszar ponad 60 razy większy terytorialnie. Projekt się nie udał i Becher został zwolniony w 1664 r. Jeszcze w tym samym roku wyjechał do Monachium, gdzie na koszt bawarskiego rządu zorganizował chemiczne laboratorium. Został też osobistym medykiem kurfirsta bawarskiego. Mając poparcie Albrechta, księcia Zinzendorf, prezesa rady ministrów i wielkiego szambelana imperatora Leopolda I został radcą dworu wiedeńskiego. Był też członkiem kolegium do spraw skarbu, układał plany budowy rządowych manufaktur oraz założenia austriacko-niderlandzkiego towarzystwa handlowego (jak poprzednio, celem był handel z Ameryką Południową). Reprezentując swych mocodawców w 1676 r. przebywał w Monachium, później w Würzburgu, w 1678 r. był w Haarlemie. Podczas dziesięciodniowego pobytu napisał tam Methodus Didactica. Na prośbę księcia Ruperta Reńskiego udał się do Anglii, by zapoznać się z organizacją wielkich przedsiębiorstw wydobywczych. Zwiedził najpierw kopalnie szkockie, a następnie kornwalijskie. Na początku 1680 r. w Brytyjskim Towarzystwie Królewskim podjął bezskuteczne starania o pozbawienie Huygensa honoru pierwszeństwa zastosowywania wahadła do pomiaru czasu. Przez jakiś czas był też asystentem Boyla. Ostatnią jego publikacją była Chymischer Glücks-Hafen, Oder Grosse Chymische Concordantz Und Collection, Von funffzehen hundert Chymischen Processen. Zmarł w Londynie, został pogrzebany na cmentarzu kościoła „St. Martin in the Fields“, niedaleko Trafalgar Square. Kilka lat później w pobliżu pochowano też Boyla.
Mimo ciągłych wędrówek Becher znajdował czas na pisanie książek. W 1660 r. wydał Metallurgia. W następnym roku przygotował słownik języka uniwersalnego z 10 tys. słów. Uniwersalny język miał umożliwiać automatyczne, maszynowe tłumaczenie tekstów.
W 1663 r. ukazała się Oedipum Chemicum oraz traktująca o zwierzętach, roślinach i minerałach Thier-Kräuter - und Bergbuch. Becher miał skłonność do tworzenia fantastycznych projektów, które proponował różnym wysoko postawionym osobom. W 1666 r. opracował projekt budowy kanału Ren–Dunaj ułatwiającego handel Austrii z Niderlandami. Zajmując się górnictwem próbował udoskonalić metody pozyskiwania rud.
W 1678 r. wystąpił z pomysłem przerobu na masową skalę piasku w celu uzyskania z niego alchemiczną metodą złota. Po kilku prostych chemicznych operacjach uzyskał drobinki złota. Nie udało mu się jednak nikogo namówić na sfinansowanie produkcji masowej. Dopiero w 1934 r. okazało się, że piasek wzięty przez Bechera do transmutacji zawierał drobinki złota od początku (później próbowano eksploatować pokład). Rozważał zyski, jakie można by osiągnąć wprowadzając na masową skalę uprawę ziemniaka oraz opłacalność przerobu węgla kamiennego na koks i smołę. Z tych względów Bechera można uznać za prekursora chemii przemysłowej.
Już w swoich wczesnych utworach Becher okazał się zwolennikiem alchemicznej nauki o potrójnej naturze materii (trismegistos = po trzykroć wielki, to przydomek Hermesa, patrona alchemików wywodzonego od egipskiego Thota). Temat rozwinął w wydanej w Monachium w 1669 r. w Pchysicae Subterraneae (Fizyce podziemnej), napisał, że wszystkie ciała (w szczególności metale) składają się z trzech składowych substancji, „ziemi”: stałej (terra lapidea); palnej czyli tłustej (terra pinguis) oraz lotnej czyli rtęciowej (terra fluida czyli mercurialis). Koncepcją tą niewiele odbiegł od twierdzeń Paracelsusa, który jako składowe materii widział rtęć (element lotny), siarkę (element palny) oraz zasadę jako element stały (to co zostawało po spaleniu). Największą uwagę czytelników przyciągnęła terra pinguis. Ciała takie jak drewno, łatwopalne, miały jej dużo, dlatego miały palić się łatwo i płomieniem. Metale jako zawierające mniej terra pinguis paliły się niezauważalnie. Zgodnie z tą koncepcją spalanie nie było reakcją syntezy, lecz analizy. Teorię Bechera, po jego śmierci, Georg Ernst Stahl rozwinął w teorię flogistonową.

### Ważniejsze dzieła
- Actorum Laboratorii Chymici Monacensis, seu Physicae subterraneae, 2 Teile (Frankfurt 1669; następne wydania Frankfurt 1681, Leipzig 1739 und 1742)
- Oedipus chymicus, oder Chymischer Rätseldeuter (Frankfurt 1664)
- Supplementum in physicam subterraneam (Frankfurt 1675)
- Chymischer Glückshafen oder Große Chymische Konkordanz (Frankfurt 1682)
- Institutiones chymicae seu Manuductio ad philosophiam hermeticam (Mainz 1662)
- Epistolae chymicae (Amsterdam 1673)